# Лецитоцериды
Лецитоцериды (лат. Lecithoceridae) — семейство молевидных бабочек. Включает в себя около 100 родов и 900 видов.

## Описание
Бабочки небольшие. Размах крыльев 9—15 мм, редко до 25 мм. Крылья относительно широкие, часто с заостренной вершиной, и, особенно у заднего крыла, со слегка вогнутым внешним краем. Окраска, по крайней мере, у палеарктических представителей преимущественно однотонная — коричневая, охристая, желтая или белая, рисунок нередко с 1—2 темными точками или немногочисленными темными крапинками. Усики у многих видов длинные, достигают или почти достигают вершины переднего крыла. Щупики хорошо развиты, относительно большие.
Бабочки летают в сумерках и ночью. Преимагинальные стадии изучены недостаточно. Гусеницы живут скрытно, у одних видов питаясь растительным детритом, гниющей древесиной, у других — зелёными листьями, которые они сплетают вместе или сворачивают в трубки.

## Ареал
Большинство видов распространено в тропиках, особенно в Индо-Малайской области.

## Подсемейства и роды
- Подсемейство Lecithocerinae

- Alciphanes
- Atrichozancla
- Carodista
- Catacreagra
- Dinochares
- Doxogenes
- Eurodachtha
- Frisilia
- Halista
- Homaloxestis
- Issikiopteryx
- Lecithocera
- Lecitholaxa
- Odites
- Opacoptera
- Psammoris
- Quassitagma
- Spatulignatha
- Synesarga
- Tegenocharis
- Thailepidonia
- Timyra
- Tisis

- Подсемейство Torodorinae

- Caveana
- Mireana
- Torodora
- MireTriviolaana

- Подсемейство Oditinae (иногда включается в состав семейства Xyloryctidae)